# Зоряне (Первомайський район)
Зо́ряне (до червня 2016 року — Жовтне́ве, ще раніше — 25 Жовтня) — село в Україні, у Кам'яномостівській селищній громаді Первомайського району Миколаївської області. Населення становить 490 осіб.
Село внесено до переліку населених пунктів, які потрібно перейменувати згідно із законом «Про засудження комуністичного та націонал-соціалістичного (нацистського) тоталітарних режимів в Україні та заборону пропаганди їхньої символіки». У 2016 році село Жовтневе перейменовано на Зоряне.
У селі знаходиться правління Державного підприємства «Дослідне господарство „Зоряне“» Інституту садівництва Національної академії аграрних наук України.

## Населення

### Мова
Розподіл населення за рідною мовою за даними перепису 2001 року:
| Мова       | Кількість | Відсоток |
| ---------- | --------- | -------- |
| українська | 479       | 97.76%   |
| російська  | 10        | 2.04%    |
| вірменська | 1         | 0.20%    |
| Усього     | 490       | 100%     |